# クレアチン
クレアチン (creatine) とは、1-メチルグアニジノ酢酸（あるいはメチルグリコシアミン）のことで、有機酸の一種である。略号は Cr。筋肉中に存在する。
クレアチンは生体内において4-ホスホクレアチン（クレアチンリン酸）に変換され、エネルギー源として貯蔵される（後述）。そのため、瞬発力を必要とするスポーツなどに有効といわれており、クレアチンパウダーが多数のメーカーからサプリメントとして販売されている。
クレアチンの代謝産物がクレアチニンで、腎機能の評価（クレアチニンクリアランス）に利用される物質として代表的である。

## 生合成
アルギニンとグリシンから、グリシンアミジノトランスフェラーゼ(EC 2.1.4.1)、グアニジノ酢酸-N-メチルトランスフェラーゼ (EC 2.1.1.2) 、クレアチンキナーゼ (EC 2.7.3.2)の作用により、クレアチンリン酸として合成される。この反応は腎臓と肝臓にて行われる。
腎臓における生合成過程（グリシンアミジノトランスフェラーゼによるアミジン基の転移）
L-アルギニン + グリシン → グアニジノ酢酸 + L-オルニチン
肝臓における生合成過程（グアニジノ酢酸-N-メチルトランスフェラーゼによるメチル化）
グアニジノ酢酸 + S-アデノシルメチオニン → クレアチン + S-アデノシル-L-ホモシステイン
クレアチンはさらにクレアチンキナーゼの作用により、ATP1分子を消費してクレアチンリン酸に変換される。この反応は筋肉組織にてATP濃度が高い休息時などに行われる。
クレアチン + ATP → クレアチンリン酸 + ADP
クレアチンリン酸は筋肉のように瞬時に多量にエネルギーを消費する器官において、高エネルギーリン酸結合の貯蔵物質として働く。急激な運動により筋肉組織にてATPが不足した場合、
クレアチンリン酸 + ADP → クレアチン + ATP
という反応によりATPの欠乏を防ぐ。ここで生じたクレアチンはクレアチンキナーゼにより再びリン酸化され、クレアチンリン酸として再利用されるか、非可逆的な非酵素的脱水を経てクレアチニンになる。クレアチニンは最終的には腎臓にて尿中に排泄される。
なお、アルギニンからクレアチニンに至る経路をクレアチン経路という。

## 外部からの摂取
カルニチン同様、肉と魚に多く含まれ、植物にはほとんど含まれない。

## スポーツサプリメント
糖との同時摂取で、インスリンの作用（クレアチン・トランスポーターの刺激）により、骨格筋への取り込みが促進される。

## 消費量
体重や筋肉量に依るが、70kgの人では体内に約120g～140gのクレアチンが存在している。消費量は1日に2g程度だが、クレアチンは体のエネルギーを作り出すのに必要な成分であるため、強度の高い運動などでは消費量が増えることがある。